# Салазар, Майкл
Майкл Дуэ́йн Са́лазар-мла́дший (англ. Michael Dwane Salazar Jr.; 15 ноября 1992, Нью-Йорк) — белизско-американский футболист, нападающий клуба «Лос-Анджелес Форс» и сборной Белиза.

## Клубная карьера
В 2011 году Салазар поступил в Калифорнийский баптистский университет, где выступал за студенческую команду в межуниверситетской лиге христианских ВУЗов. В 2012 году выиграл вместе с командой титул национальных чемпионов. В 2013 году Салазар перешёл в Калифорнийский университет в Риверсайде, с командой которого выступал в Национальной ассоциации студенческого спорта.
В 2014 году провёл три матча за команду четвёртого дивизиона «Оу-си Патеадорес Блюз».
В 2015 году играл за любительский клуб «Пи-эс-эй Илит» из Ирвайна, которому помог дойти до четвёртого раунда Открытого кубка США, забив три гола в четырёх матчах.
14 января 2016 года на Супердрафте MLS Салазар был выбран клубом «Монреаль Импакт» во втором раунде под общим 24-м номером, подписан был 1 марта. Его профессиональный дебют состоялся в составе фарм-клуба «Монреаль» в матче USL против «Бетлехем Стил» 25 марта 2016 года. 7 мая 2016 года Салазар дебютировал в MLS, в гостевом для «Монреаль Импакт» матче против «Коламбус Крю», на 83-й минуте которого вышел на замену вместо Максима Тиссо. 2 июля 2016 года в матче против «Нью-Инглэнд Революшн» впервые вышел в стартовом составе и забил свои первые голы в MLS, оформив дубль, помогший «Импакт» одержать волевую победу со счётом 3:2. 2 мая 2017 года Салазар отправился в аренду в аффилированный с «Монреаль Импакт» клуб USL «Оттава Фьюри». 28 февраля 2018 года перешёл на правах аренды в «Оттава Фьюри» на полный сезон. По окончании сезона 2018 «Монреаль Импакт» не продлил контракт с Салазаром.
В начале 2019 года Салазар проходил просмотр в клубе Чемпионшипа ЮСЛ «Бирмингем Легион», в контрольном матче с «Чаттануга Ред Вулвз» забил гол.
14 марта 2019 года Салазар подписал контракт с «Рио-Гранде Валли Торос», фарм-клубом «Хьюстон Динамо». За «Рио-Гранде Валли» дебютировал 16 марта в матче первого тура сезона против «Фресно», выйдя на замену во втором тайме. 13 апреля в матче против «ОКС Энерджи» забил свой первый гол за «Торос». 24 апреля в матче против «Лос-Анджелес Гэлакси II» оформил хет-трик, за что был включён в символическую сборную тура Чемпионшипа ЮСЛ. 25 мая в принципиальном поединке против «Сан-Антонио» оформил дубль и вновь попал в символическую сборную тура.
10 июня 2019 года Салазар был подписан «Хьюстон Динамо». Дебютировал за «Динамо» 11 июня в матче Открытого кубка США против «Остин Боулд». В MLS за «Динамо» впервые сыграл 22 июня в матче против «Портленд Тимберс», выйдя на замену во втором тайме. По окончании сезона 2020 «Хьюстон Динамо» не продлил контракт с Салазаром.
12 апреля 2021 года Салазар подписал контракт с клубом Чемпионшипа ЮСЛ «Мемфис 901». Дебютировал за «Мемфис» 15 мая в матче против «Бирмингем Легион». 5 июня в матче против «Инди Илевен» забил свой первый гол за «Мемфис».
3 марта 2022 года Салазар подписал контракт с «Лос-Анджелес Гэлакси II». За «Лос Дос» дебютировал 12 марта в матче стартового тура сезона 2022 против «Сан-Диего Лойал». 2 апреля в матче против «Инди Илевен» забил свой первый гол за «Лос Дос».
3 января 2023 года Салазар подписал многолетний контракт с ФК «Майами». Дебютировал за «Майами» 11 марта в матче стартового тура сезона 2023 против «Талсы». 29 июля в матче против «Лаудон Юнайтед» забил свой первый гол за «Майами». По окончании сезона 2023 «Майами» задействовал опцию выкупа контракта у Салазара.

## Международная карьера
Салазар дебютировал за сборную Белиза 11 июня 2013 года в товарищеской игре со сборной Гватемалы. Несколько недель спустя он был включён в заявку сборной на Золотой кубок КОНКАКАФ 2013, где выходил во всех трёх матчах белизцев. После турнира не играл за Белиз более трёх лет, вернувшись в сборную лишь 8 октября 2016 года в товарищеском матче со сборной Гондураса. Салазар участвовал в Центральноамериканском кубке 2017 года, где принял участие во всех пяти матчах сборной. 22 марта 2018 года в товарищеском матче со сборной Гренады забил свой первый гол за сборную Белиза.

## Статистика выступлений

### Клубная статистика
| Выступление             | Выступление      | Выступление      | Лига | Лига | Плей-офф | Плей-офф | Кубок | Кубок | ЛЧ КОНКАКАФ | ЛЧ КОНКАКАФ | Итого | Итого |
| Клуб                    | Лига             | Сезон            | Игры | Голы | Игры     | Голы     | Игры  | Голы  | Игры        | Голы        | Игры  | Голы  |
| ----------------------- | ---------------- | ---------------- | ---- | ---- | -------- | -------- | ----- | ----- | ----------- | ----------- | ----- | ----- |
| Монреаль Импакт         | MLS              | 2016             | 17   | 2    | 0        | 0        | 2     | 1     | —           | —           | 19    | 3     |
| Монреаль Импакт         | MLS              | 2017             | 17   | 3    | —        | —        | 0     | 0     | —           | —           | 17    | 3     |
| Монреаль Импакт         | MLS              | 2018             | 0    | 0    | —        | —        | —     | —     | —           | —           | 0     | 0     |
| Монреаль Импакт         | Итого            | Итого            | 34   | 5    | 0        | 0        | 2     | 1     | —           | —           | 36    | 6     |
| Монреаль                | USL              | 2016             | 3    | 0    | —        | —        | —     | —     | —           | —           | 3     | 0     |
| Монреаль                | Итого            | Итого            | 3    | 0    | —        | —        | —     | —     | —           | —           | 3     | 0     |
| Оттава Фьюри            | USL              | 2017             | 4    | 2    | —        | —        | —     | —     | —           | —           | 4     | 2     |
| Оттава Фьюри            | USL              | 2018             | 4    | 0    | —        | —        | —     | —     | —           | —           | 4     | 0     |
| Оттава Фьюри            | Итого            | Итого            | 8    | 2    | —        | —        | —     | —     | —           | —           | 8     | 2     |
| Рио-Гранде Валли Торос  | USLC             | 2019             | 24   | 10   | —        | —        | —     | —     | —           | —           | 24    | 10    |
| Рио-Гранде Валли Торос  | Итого            | Итого            | 24   | 10   | —        | —        | —     | —     | —           | —           | 24    | 10    |
| Хьюстон Динамо          | MLS              | 2019             | 7    | 0    | —        | —        | 2     | 0     | —           | —           | 9     | 0     |
| Хьюстон Динамо          | MLS              | 2020             | 1    | 0    | —        | —        | —     | —     | —           | —           | 1     | 0     |
| Хьюстон Динамо          | Итого            | Итого            | 8    | 0    | —        | —        | 2     | 0     | —           | —           | 10    | 0     |
| Мемфис 901              | USLC             | 2021             | 32   | 6    | 1        | 0        | —     | —     | —           | —           | 33    | 6     |
| Мемфис 901              | Итого            | Итого            | 32   | 6    | 1        | 0        | —     | —     | —           | —           | 33    | 6     |
| Лос-Анджелес Гэлакси II | USLC             | 2022             | 27   | 5    | —        | —        | —     | —     | —           | —           | 27    | 5     |
| Лос-Анджелес Гэлакси II | Итого            | Итого            | 27   | 5    | —        | —        | —     | —     | —           | —           | 27    | 5     |
| Майами                  | USLC             | 2023             | 32   | 2    | —        | —        | 2     | 0     | —           | —           | 34    | 2     |
| Майами                  | Итого            | Итого            | 32   | 2    | —        | —        | 2     | 0     | —           | —           | 34    | 2     |
| Лос-Анджелес Форс       | NISA             | 2024             | 9    | 6    | —        | —        | 1     | 0     | —           | —           | 10    | 6     |
| Лос-Анджелес Форс       | Итого            | Итого            | 9    | 6    | —        | —        | 1     | 0     | —           | —           | 10    | 6     |
| Всего за карьеру        | Всего за карьеру | Всего за карьеру | 177  | 36   | 1        | 0        | 7     | 1     | —           | —           | 185   | 37    |

Источники: Soccerway, Transfermarkt, MLSsoccer.com

### Международная статистика
| Команда | Год   | Игры | Голы |
| ------- | ----- | ---- | ---- |
| Белиз   |       |      |      |
| 2013    | 4     | 0    |      |
| 2016    | 1     | 0    |      |
| 2017    | 5     | 0    |      |
| 2018    | 1     | 1    |      |
| 2019    | 4     | 1    |      |
| 2022    | 2     | 0    |      |
| 2023    | 4     | 0    |      |
| 2024    | 2     | 1    |      |
| Всего   | Всего | 23   | 3    |

Источник: National Football Teams
Голы за сборную
| №  | Дата           | Место                                                 | Соперник    | Голы | Результат | Турнир                        |
| -- | -------------- | ----------------------------------------------------- | ----------- | ---- | --------- | ----------------------------- |
| 1. | 22 марта 2018  | Исидоро Битон Стэдиум, Бельмопан, Белиз               | Гренада     | 1:1  | 4:2       | Товарищеский матч             |
| 2. | 17 ноября 2019 | Кирани Джеймс Атлетик Стэдиум, Сент-Джорджес, Гренада | Гренада     | 2:1  | 2:3       | Лига наций КОНКАКАФ 2019/2020 |
| 3. | 24 марта 2024  | Эф-эф-би Стэдиум, Бельмопан, Белиз                    | Пуэрто-Рико | 1:0  | 3:0       | Товарищеский матч             |